# Hargesheim
Hargesheim ist eine Ortsgemeinde im Landkreis Bad Kreuznach in Rheinland-Pfalz. Sie gehört der Verbandsgemeinde Rüdesheim an und ist einwohnermäßig deren größte Gemeinde.

## Geographie

### Geographische Lage
Hargesheim liegt am Gräfenbach in einem Seitental der Nahe. In 5 km Entfernung befindet sich Bad Kreuznach. Somit ist Hargesheim an der Grenze zwischen Rheinhessen und dem Hunsrück gelegen. Ein großer Teil der Fläche ist bebaut (48 ha), nur ein sehr geringer Teil wird forstwirtschaftlich genutzt. Die restliche Fläche wird landwirtschaftlich und für den Weinbau genutzt.
Zu Hargesheim gehört auch der Wohnplatz Baumdicker Mühle.

### Nachbargemeinden
Angrenzende Gemeinden sind Roxheim, Guldental, Gutenberg und die Stadt Bad Kreuznach im Landkreis Bad Kreuznach.

## Geschichte
Durch archäologische Funde kann Hargesheim nachweislich in die Reihe der besiedelten Gegenden der Jungsteinzeit (ca. 5000 v. Chr.) im Nahegebiet eingereiht werden.
Hargesheim bildete sich seit 600 als Nebenort des Ur- und Altortes Roxheim.
Um das Jahr 1100 kam der Ort zur Grafschaft Sponheim.
Hargesheim wurde 1158 erstmals in einem Besitzverzeichnis des Klosters Rupertsberg erwähnt. Durch die Teilung der Grafschaft Sponheim kam Hargesheim 1232 zu der vorderen Grafschaft Sponheim-Kreuznach.
Bewohner von Hargesheim wurden 1400 Ausbürger der Stadt Kreuznach. Das heißt: Die Stadt gewährte ihnen Schutz und befreite sie vom Pfortenzoll, verlangte dafür aber Hand- und Spanndienste beim Bau der Stadtmauer.
Nach vielen Erbauseinandersetzungen in der Sponheimer Familie kam Hargesheim 1601 zum Oberamt Kreuznach mit Sitz auf der Kauzenburg.
Die Hargesheimer Kapelle, Sankt Valentin, wurde 1622 durch einen Brand zerstört.
Ab 1707 gehörte Hargesheim mit Kreuznach zum Gebiet der Kurpfalz.
1730 war Baubeginn der katholischen Kirche und 1731 der evangelischen Kirche. Beide Kirchen bilden eine Doppelkirche, die durch eine Mauer getrennt ist. Der Teil rechts vom Eingang wird durch die katholische Gemeinde genutzt der linke von der Evangelischen. 1969/73 wurde, bedingt durch den Zuzug vieler Katholiken, die St. Bernhard-Kirche erbaut. Seitdem wird der katholische Teil als Sängerheim genutzt. Die (ev.) Orgel war das erste Werk der Firma Gebr. Oberlinger Orgelbau aus dem nahen Windesheim.
Im Jahre 1799 gehörte Hargesheim zur Mairie Mandel und von 1801 bis 1814  zum französischen Département de Rhin-et-Moselle. Nach dem Zusammenbruch der Herrschaft Napoleons fiel Hargesheim mit der Region 1815 an das Königreich Preußen und kam durch die Neugliederung zum Kreis Kreuznach im Regierungsbezirk Koblenz.
Hargesheim besaß von 1895 bis 1936 einen Bahnhof an der schmalspurigen Bahnstrecke Bad Kreuznach–Wallhausen. Omnibusse und ein Lastkraftwagen lösten deren Verkehr ab. 1912 erhielt der Ort eine Wasserleitung und 1913 Elektrizität.
Bei einem Luftangriff auf das Dorf wurden 1945 fünf Häuser zerstört, mehrere Häuser beschädigt und ein Menschenleben war zu beklagen. Am 17. März 1945 rollte der erste amerikanische Panzer durch das Dorf.
Einwohnerentwicklung
Die Entwicklung der Einwohnerzahl von Hargesheim, die Werte von 1871 bis 1987 beruhen auf Volkszählungen:
| Jahr | Einwohner |
| ---- | --------- |
| 1788 | 168       |
| 1815 | 212       |
| 1835 | 440       |
| 1871 | 574       |
| 1900 | 840 1     |
| 1905 | 892       |

| Jahr | Einwohner |
| ---- | --------- |
| 1939 | 886       |
| 1950 | 946       |
| 1961 | 1.219     |
| 1970 | 1.909     |
| 1987 | 2.443     |
| 1997 | 2.882     |

| Jahr | Einwohner |
| ---- | --------- |
| 2003 | 2.947     |
| 2008 | 2.854     |
| 2011 | 2.806     |
| 2017 | 2.899     |
| 2023 | 2.923     |

## Politik

### Gemeinderat
Der Gemeinderat in Hargesheim besteht aus 20 Ratsmitgliedern, die bei der Kommunalwahl am 9. Juni 2024  in einer personalisierten Verhältniswahl gewählt wurden, und dem ehrenamtlichen Ortsbürgermeister als Vorsitzendem.
Die Sitzverteilung im Gemeinderat:
| Wahl | SPD | CDU | FDP | FWG | BfH | Gesamt   |
| ---- | --- | --- | --- | --- | --- | -------- |
| 2024 | 6   | 3   | -   | 4   | 7   | 20 Sitze |
| 2019 | 4   | 5   | –   | 4   | 7   | 20 Sitze |
| 2014 | 5   | 7   | –   | 4   | 4   | 20 Sitze |
| 2009 | 6   | 7   | –   | 4   | 3   | 20 Sitze |
| 2004 | 7   | 6   | 3   | 4   | –   | 20 Sitze |

- FWG = Freie Wählergemeinschaft Hargesheim e. V.
- BfH = Bürger für Hargesheim e. V.

### Bürgermeister
Ortsbürgermeister ist Haiko Grün (BfH). Bei der Stichwahl am 16. Juni 2019 setzte er sich mit einem Stimmenanteil von 58,50 % gegen den bisherigen Amtsinhaber Werner Schwan (CDU) durch.
Ortsbürgermeister Haiko Grün (BfH) wurde bei der Ortsbürgermeisterwahl am 9. Juni 2024 mit 63,6 % der Stimmen im Amt bestätigt. Er setzte sich gegen seinen Mitbewerber Manfred Glöckner (SPD) durch.

### Wappen
Das Gemeindewappen zeigt im rechten oberen Viertel den Würdenstab des Hl. Bernhard und den überlaufenden Becher aus der Armeseelen-Geschichte, sowie das blau-goldene Schachbrettmuster der Grafen von Sponheim.

### Gemeindepartnerschaft
Seit 1986 besteht eine Partnerschaft mit der Gemeinde Oetz in Tirol.

## Religion
Die Gemeinde hat eine katholische und eine evangelische Kirchengemeinde.

## Bildung
- Grundschule Hargesheim
- Alfred-Delp-Schule Hargesheim (kooperative Gesamtschule d. h. getrennte Schulzweige, die auch eine gymnasiale Oberstufe, die Mainzer Studienstufe aufweist)
- Kindertagesstätte

## Persönlichkeiten
- Jakob „Jockel“ Fuchs (1919–2002), Oberbürgermeister von Mainz (SPD), in Hargesheim geboren
- Ulrich von Plettenberg (* 1964), römisch-katholischer Priester und Generalvikar im Bistum Trier, wirkte als Schulpfarrer an der Alfred-Delp-Schule Hargesheim
- Stefan Vinke (* 1966), Opernsänger, lebt in Hargesheim